# Иван Дорошчук
Иван Юджийн Дорошчук (на английски: Ivan Eugene Doroschuk, 9 октомври 1957 г.) е канадски музикант и вокалист.
Той е фронтмен на ню-уейв групата „Мен Уидаут Хатс“ от 1977 година.